# S/S Espagne (1909)
S/S Espagne var ett belgisk lastfartyg som torpederades av den tyska ubåten SM UC-71 i Engelska kanalen utanför St Catherines Point, Isle of Wight, Storbritannien medan hon var på väg från Le Havre, Frankrike till Newport, Storbritannien den 25 december 1917.

## Konstruktion
Espagne sjösattes den 6 februari 1909 med varvsnummer 40 vid Chantiers Navals Anversois-varvet i Hoboken, Antwerpen, Belgien. Hon att beställts av det i Antwerpen baserade rederiet Armement Adolf Deppe.

## Förlisningen
Espagne var på en resa från Le Havre, Frankrike till Newport, Storbritannien 25 december 1917. Vid 06:35 var Espagne träffas av en torped från SM UC-71 utanför St Catherines Point, Isle of Wight, Storbritannien fartyget sjönk till ett djup på över 40 meter. 21 män drunknade och endast tre, vilka räddades strax efter, överlevde förlisningen.